# Reinhold Viehoff
Reinhold Viehoff (* 22. Januar 1948 in Viersen) ist ein deutscher Literaturwissenschaftler, Medienwissenschaftler und Medientheoretiker.

## Leben
Reinhold Viehoff studierte Germanistik, katholische Theologie, Soziologie, Politikwissenschaft und Kommunikationswissenschaft, vor allem in Bonn, aber auch in Köln und Siegen. Er schloss das Studium 1971/72 zunächst mit dem ersten Staatsexamen für das Lehramt ab. Nach einem Volontariat beim Hörfunk des WDR in Köln nahm er ein (kurzes) Studium der Psychologie auf. 1976 legte er nach einem Referendariat das zweite Staatsexamen ab und arbeitete einige Jahre als Lehrer für Deutsch, katholische Religion und Sozialwissenschaften in Bonn.
In Siegen promovierte er 1979 zum Doktor phil. und begann dort seine Arbeit an einem Konzept für eine empirische Literaturwissenschaft. In Siegen wurde er Forschungsassistent von Siegfried J. Schmidt, arbeitete am Sonderforschungsbereich Bildschirmmedien mit und schloss dort seine Habilitation im Jahre 1989 ab.
Danach wurde ihm die venia legendi (Lehrberechtigung) für Neuere deutsche Literaturwissenschaft und Allgemeine Literaturwissenschaft in Siegen verliehen. 1981 gründete er gemeinsam mit Siegfried J. Schmidt die Zeitschrift „SPIEL“ (Siegener Periodikum zur Internationalen Empirischen Literaturwissenschaft). Als Herausgeber hat er diese Zeitschrift bis 2022 verantwortet, nach seiner Emeritierung 2013 gemeinsam mit Thomas Wilke (Ludwigsburg) als "SPIEL. Neue Folge: Eine Zeitschrift zur Medienkultur. 
1995 folgte er dem Ruf auf den Lehrstuhl für Medien- und Kommunikationswissenschaften an der Martin-Luther-Universität Halle-Wittenberg (Uni Halle (MLU)). 1996 gründete er dort das Nebenfach im Magisterstudium "Medien- und Kommunikationswissenschaften", das im Jahr 2000 zum Magister-Hauptfachstudiengang und nach der Bologna-Reform zu einem Bachelor- und Masterstudiengang weiterentwickelt wurde.  Dieser orientiert sich überwiegend an der kulturwissenschaftlichen Richtung der Disziplin, integrierte aber einen bedeutenden medienpraktischen Teil. Viehoff hat hier zahlreiche Promotionen und Habilitation betreut, u. a. auch eine zum Thema der Bedeutung von Wikipedia (Daniele Pscheida, Das Wikipedia-Universum. Wie das Internet unsere Wissenskultur verändert. Bielefeld: Transcript 2010). 2001 schließlich gründete er das Institut für Medien- und Kommunikationswissenschaften (MuK), das er mehr als zehn Jahre als Direktor leitete.
Daneben nahm er zahlreiche Engagements in der Forschungslandschaft war, so war er z. B. im Jahre 1996 Gründungsmitglied und Vorstand von ZEUS, dem Zentrum für Europäische Studien an der MLU Halle. 2005 bis 2010 war Reinhold Viehoff Dekan der philosophischen Fakultät II der Universität Halle. Die besonderen Aufgaben in seiner Amtszeit entstanden durch vielfältige Reformen der Studiengänge an den deutschen Hochschulen. Viehoff ist darüber hinaus im Studienkreis Rundfunk und Geschichte engagiertes Mitglied.  Er leitete zahlreiche DFG-Forschungsprojekte und Projekte in Zusammenarbeit mit der Landesanstalt für Medien NRW in Düsseldorf, der Medienanstalt Sachsen-Anhalt in Halle und anderen Forschungsinstitutionen. Zuletzt 2008 wurde das Projekt einer DFG-Forschergruppe zur DDR-Fernsehgeschichte (Kooperation der  Unis Halle, Leipzig HU Berlin und HFF Potsdam) abgeschlossen. Viehoff fungierte als Sprecher des Projekts, an dem mehr als dreißig Wissenschaftler aus den neuen und alten Bundesländern mitarbeiteten. Der Band „Deutsches Fernsehen Ost“ (hrsg. von Rüdiger Steinmetz und Reinhold Viehoff, Berlin: vbb 2008) kann als erste umfassende Darstellung des DDR-Fernsehens nach dem Buch von Hickethier und Hoff (Geschichte des Deutschen Fernsehens) gelten. Seit 2013 ist Reinhold Viehoff emeritiert.

## Wichtige aktuellere Funktionen
- 2001 ff. Direktor des Instituts für Medien- und Kommunikationswissenschaften (MuK)
- 2003 Direktor des An-Instituts HIM. Hallisches Institut für Medien
- 1996 und 1997 Lehr- und Forschungsaufenthalt an der Staatlichen Universität in Perm, Russland; Forschungsaufenthalt 2001 an der Universität Tilburg, Abteilung Textverstehen; 2003 Forschungsaufenthalt am OISE, University of Toronto.
- 2005–2010 Dekan der philosophischen Fakultät II der Martin-Luther-Universität Halle-Wittenberg

## Forschung
- 1998ff. Das Literatursystem der DDR – ästhetische Autonomisierung und politische Fremdbestimmung, Einzelprojekt DFG, (1. April 1998 bis 30. März 1999)
- 1998ff. Die Vermittlung belletristischer Literatur im Literatursystem der DDR 1965–1973, Einzelprojekt DFG (1. März 1998 bis 28. Februar 2000)
- 1999 Museum als medialer Ort der Erinnerung. Projekt im Auftrag des Landesamtes für Archäologie Sachsen-Anhalt, Landesmuseum für Vorgeschichte. (mit Cordula Günther)
- 2000–2001. Kulturwirtschaftsbericht Sachsen-Anhalt. Projekt für das Wirtschaftsministerium des Landes Sachsen-Anhalt (gemeinsam mit Zentrum für Kulturforschung, Bonn – Berlin) (mit Ingrid Brück)
- 2000ff. DFG Projekt Strukturgeschichtliche, kulturpolitische, organisatorische und technische Aspekte der Programmentwicklung. TP1: Forschergruppe Programmgeschichte des DDR – Fernsehens – komparativ. (gemeinsam mit J. Stiehler und R. Steinmetz)[2]
- 2000ff. DFG Projekt Familienserien im Fernsehen der DDR. Entwicklung des Genres und Funktion v Familienleitbildern. TP 8: Forschergruppe Programmgeschichte des DDR – Fernsehens – komparativ
- 2002ff. BLK-Projekt Autorschaft und Multimedia. Entwicklung eines neuen Studienganges. Forschungsprogramm KUBIM. Kulturelle Bildung im Medienzeitalter (15. Oktober 2002 bis 15. Oktober 2004) (mit Gerhard Lampe)

## Schriften
- 1972 Literaturkritik im Programm des Westdeutschen Rundfunks Köln. (Staatsarbeit zur I. Staatsprüfung für das Lehramt am Gymnasium), Bonn: mimeo 140 S.
- 1977 Mann und Frau. Geschlechtstypische Rollendifferenzierung und Identitätsbildung als Thema des Religionsunterrichts in der Sekundarstufe I. (= Staatsarbeit zur II. Staatsprüfung für das Lehramt am Gymnasium), Bonn: mimeo, 140 S.
- 1980 Literaturkritik im Rundfunk. Eine empirische Untersuchung von Sendereihen des Westdeutschen Rundfunks Köln 1971–1973. (= Phil. Diss. Universität Siegen: unv. Manuskript, 658 S.+ Anhang 124 S.).
- 1981 Literaturkritik im Rundfunk. Eine empirische Untersuchung der Produktionsbedingungen literarästhetischer Wertungen am Beispiel von Sendereihen des Westdeutschen Rundfunks Köln 1971–1973. Tübingen: Niemeyer (=Medien in Forschung und Unterricht, Serie A, Bd. 5), 418 S. (überarbeitete und gekürzte Fassung der Dissertation).
- 1985 Inferenz- und Elaborationstypen beim literarischen Verstehen von Texten: Zum Einfluß von Lese- und Äußerungssituationen auf ästhetische und polyvalente Verstehenshandlungen. Siegen: Lumis (=LUMIS-Schriften 7), 20 S. (mit D. Meutsch).
- 1986 Literary Understanding. From an Empirical Point of View. Siegen: Lumis (=LUMIS-Schriften 14), 59 S. (mit H. Hauptmeier und D. Meutsch).
- 1989 Aspekte des literaturkritischen Wertwandels. Literaturkritik 1973–1988. Siegen: Lumis (=LUMIS-Schriften 22), 41 S.
- 1990 Strukturen deklarativen Wissens-Untersuchungen zu »Märchen« und »Krimi«. Siegen: Lumis (=LUMIS-Schriften 23), 87 S. (mit M. Burgert, M. Kavsek, B. Kreuzer).
- 1991 Literarische Sozialisation als Selbstthematisierung des Literatursystems – Untersuchungen zu innerliterarischen Modellen. Der »Anton Reiser« von Karl Philipp Moritz als Paradigma im 18. Jahrhundert. (Habilitationsschrift Universität Siegen)
- 1991 Kommunikatbildungsprozeß 2. Strukturen und Funktionen deklarativen und prozeduralen Wissens beim Verstehen von Texten. Untersuchungen zu »Märchen« und »Krimi«. Siegen: LUMIS (= LUMIS-Schriften 27), 89 S. (mit Martin Burgert).
- 1994 Schriftsteller und Rundfunk: einige systematische Überlegungen und ein Beispiel.(Hrsg.: LUMIS, Institut für Empirische Literatur- und Medienforschung)
- 1999 Kultur, Identität, Europa: über die Schwierigkeiten und Möglichkeiten einer Konstruktion. (hrsg. gemeinsam mit Rien T. Segers) Frankfurt a. M.
- 2001 Ohne Mauer. Literarische Interaktionen zwischen BRD und DDR über die Grenze hinweg. Anhand der literarischen Auseinandersetzung um Heiner Müller und Christa Wolf. (gemeinsam mit W. Hartinger).
- „Die Liebenswürdigkeit des Alltags“ Die Familienserie Rentner haben niemals Zeit. Mit einem Beitrag zum Familienleitbild in der DDR und einem Gespräch mit Horst-Uwe Wendler und Ursula Damm-Wendler. Leipzig. (Herausgeberschaft)
- 2007 Geschichte im Fernsehen. Berlin. (gemeinsam mit Edgar Lersch)
- 2008 Medienrituale: Rituelle Performanz in Film, Fernsehen und Neuen Medien. Wiesbaden. Festschrift zum 60. Geburtstag von Reinholf Viehoff. (Hrsg. Kathrin Fahlenbrach, Ingrid Brück, Anne Bartsch)Wiesbaden.
- 2008 Deutsches Fernsehen Ost: Eine Programmgeschichte des DDR-Fernsehens. Berlin, Verlag für Berlin-Brandenburg. (Hg. gemeinsam mit Rüdiger Steinmetz)

## Belege
1. ↑  1991 Literarische Sozialisation als Selbstthematisierung des Literatursystems-Untersuchungen zu innerliterarischen Modellen. Der »Anton Reiser« von Karl Philipp Moritz als Paradigma im 18. Jahrhundert. (Habilitationsschrift Universität Siegen) 256 Seiten.
2. ↑  Projektseite zum DFG Projekt Komparative Programmgeschichte des DDR-Fernsehens auf www.deutsches-fernsehen-ost.de, abgerufen am 25. Mai 2009 (Memento vom 14. November 2009 im Internet Archive)

| Personendaten    | Personendaten                                  |
| ---------------- | ---------------------------------------------- |
| NAME             | Viehoff, Reinhold                              |
| KURZBESCHREIBUNG | deutscher Literatur- und Medienwissenschaftler |
| GEBURTSDATUM     | 22. Januar 1948                                |
| GEBURTSORT       | Viersen                                        |